# Polygraf
Polygraf ist in der Schweiz eine Berufsbezeichnung, die 1995 infolge des technologischen Fortschritts in der Druckvorstufe entstanden ist. Damit verschmolzen die beiden älteren Berufe Typograf (Text) und Lithograf (Bild) zu einem neuen, einzigen Berufsbild.
Zur Ausbildung gehören drucktechnische Disziplinen, wie Typografie und Lithografie, Aspekte aus der Informatik, wie die Textbearbeitung, aber auch die Förderung gestalterischer Fähigkeiten, wie Farbenlehre, Stilkunde und Fotografie. Weitere Schwerpunkte bilden das Webdesign sowie die Erstellung von interaktiven Multimediapräsentationen und Filmschnitten.
Die Lehrzeit beträgt vier Jahre. In den meisten Fällen verbringen die Auszubildenden das erste Lehrjahr ausschliesslich in der Schule und werden erst dann im Betrieb eingesetzt. Es kann zwischen den zwei Fachrichtungen Printmedien und Screenmedien gewählt werden, welche den Schwerpunkt festlegen. Die Wahl der Fachrichtung hängt ebenfalls vom Arbeitgeber ab, da ein Polygraf sowohl in einer Druckerei als auch Agentur die Lehre absolvieren kann. Die schulische Ausbildung ist für beide Fachrichtungen bis zur Vollendung des dritten Lehrjahrs gleich, erst im letzten Lehrjahr wird auf die entsprechende Fachrichtung im schulischen Bereich spezialisiert. 